# Иракский национализм
Иракский национализм — форма национализма, которая утверждает что иракцы образуют единую нацию, и способствует культурному единству иракцев различных этнорелигиозных групп, таких как месопотамские арабы, курды, туркмены, ассирийцы, езиды, мандеи , шабаки и ярсаны.
Иракский национализм подразумевает признание иракской идентичности, берущей начало в древней Месопотамии, включая ее цивилизации и империи Шумера, Аккада, Вавилона и Ассирии и повлиял на движение Ирака за независимость от Османской империи и британской оккупации, а также был важным фактором в революции 1920 года против британцев и революции 1958 года против установленной британцами монархии Хашимитов.
Существует два основных варианта. Согласно одному из вариантов, иракская нация включает в себя арабов, туркменов, ассирийцев и курдов, все из которых имеют общее месопотамское наследие. Его пропагандировал Абд аль-Карим Касим, который имел смешанные арабо-курдские, суннитско-шиитские корни. Второй вариант — это национализм, сочетающий в себе одновременно и иракский национализм и арабский национализм. Саддам Хусейн считал, что признание древнего месопотамского происхождения и наследия иракских арабов является дополнением к поддержке арабского национализма.
Баасистский режим официально включил исторического лидера курдских мусульман Саладина в качестве патриотического символа Ирака. Саддам называл себя наследником вавилонского царя Навуходоносора и отпечатал на кирпичах древнего Вавилона свое имя и титулы рядом со своим именем.

## Иракская националистическая идентичность и культура
Иракский национализм подчеркивает культурное наследие Ирака, которое восходит к древнему Шумеру, Аккаду, Вавилонии и Ассирии — государствам, которые считаются колыбелью цивилизации, распространившей ее на другие части света. Вавилонский правитель Навуходоносор II и курдский мусульманский лидер Саладин — две важные исторические фигуры Ирака и знаковые фигуры иракского национализма.

Флаг Ирака (1959-1963) с изображением древнего ассиро-вавилонского символа Звезды Иштар красного цвета на фоне курдского желтого солнца.

Концепция современной иракской национальной идентичности, возможно, возникла в результате восстания и последующей британской осады Наджафа в 1918 году во время Первой мировой войны, но это оспаривается. К 1930-м годам среди иракской интеллектуальной общественности возникла поддержка концепции иракской территориальной идентичности, и иракская идентичность приобрела большую значимость после Второй мировой войны. Хотя иракский национализм и арабский национализм технически отделены друг от друга, оба национализма оказали влияние друг на друга, переняв метафоры и нарративы друг друга. В некоторых случаях иракский национализм пропагандировался как необходимое дополнение к арабскому национализму, например, иракская политическая газета «Аль-Хатиф» пропагандировала иракский национализм в вопросах внутренней иракской культуры и пропагандировала арабский национализм в вопросах более широкой арабской культуры. 
В период Хашимитской монархии в Ираке для писателей было обычным делом писать об иракской идентичности отдельно от арабских рамок. Начиная с 1930-х годов иракские историки начали рассматривать восстание иракцев против британцев в 1920 году как определяющий момент в истории Ирака, который иракские историки назвали «Великой иракской революцией». 

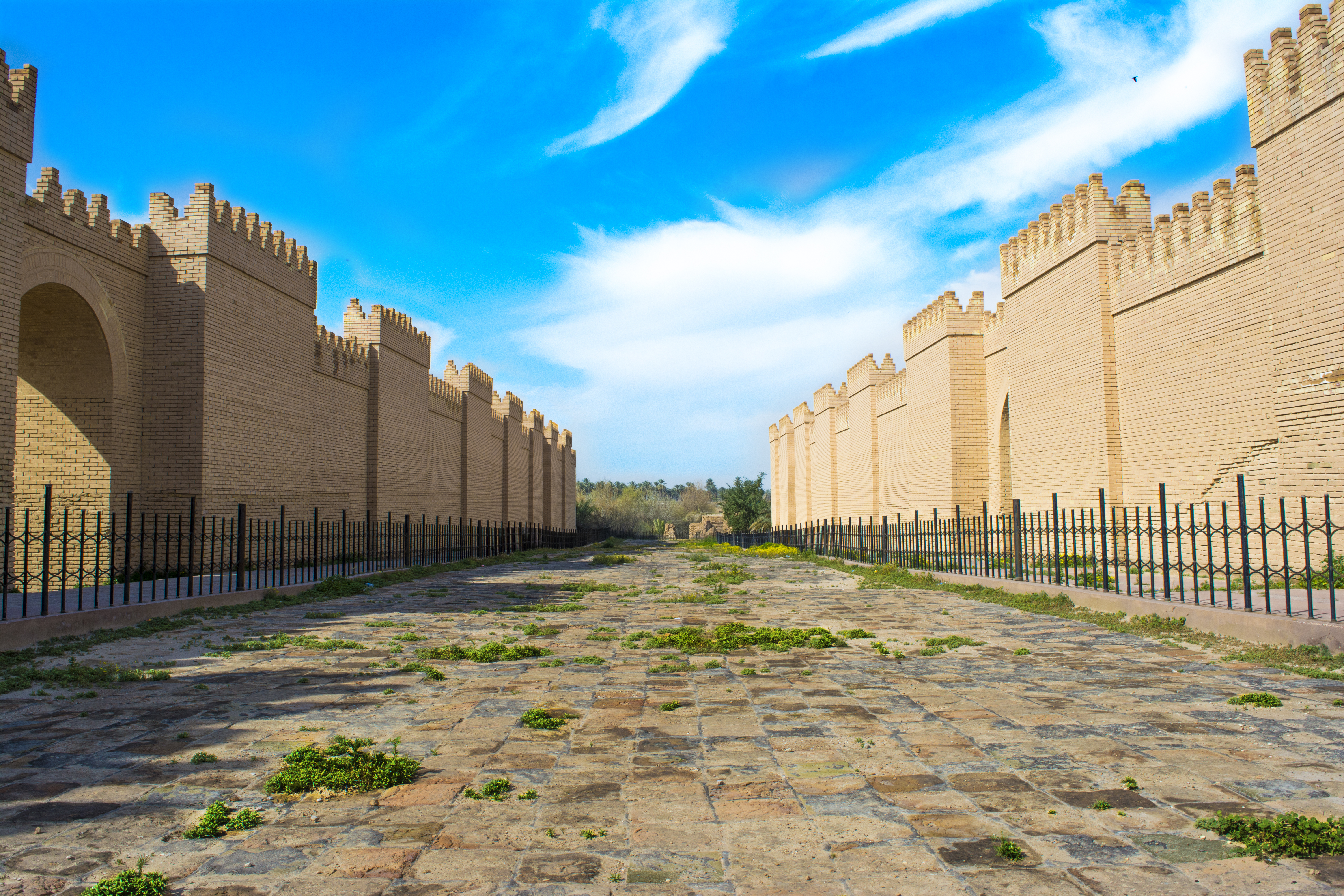
Реконструированная полномасштабная копия древнего города Вавилон в Ираке.

Видными деятелями раннего иракского национализма были интеллектуалы Абд аль-Раззак аль-Хасани и Аббас Аззави. Аль-Хасани резко критиковал британский мандат в Месопотамии, опубликовал свой первый том своей работы «История иракских правительств» в 1930-х годах (второй был опубликован в 1950-х годах), первый том был одобрен королем Ирака Фейсалом I. Аль-Хасани был видным сторонником иракского национализма. В одной из своих работ аль-Хасани включил письмо Фейсала I, в котором Фейсал I описывал Ирак как страну, страдающую от религиозной и сектантской напряженности из-за того, что иракцы не смогли сформировать общий национализм. Фейсал I описал Ирак как страну, управляемую образованной суннитской элитой, а не неграмотными и невежественными шиитами и курдами, выступающими против центрального правительства. «Аззави написал «Ирак между двумя оккупациями », имея в виду турецкое и британское правление, и эта работа получила одобрение иракского правительства, которое помогло ему опубликовать свою работу. Работы аль-Хасани и 'Аззави пользовались большой популярностью с 1935 по 1965 год, многие из их работ были опубликованы во вторых и третьих изданиях, и работы обоих авторов оказали влияние на иракский национализм. 
Абд аль-Карим Касим пропагандировал гражданский национализм в Ираке, который признавал иракских арабов и курдов в качестве равноправных партнеров в государстве Ирак. Курдский язык был не только формально юридически разрешен в Ираке при правительстве Касима, но и курдская версия арабского алфавита была принята для использования иракским государством как на курдских территориях, так и в остальной части Ирака. 

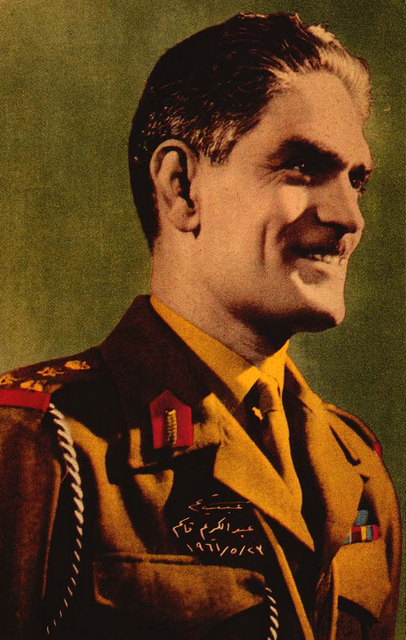
Абд аль-Карим Касим, националист, продвигавший точку зрения о том, что различные этнорелигиозные группы Ирака имеют общее месопотамское наследие.

При Касиме иракская культурная идентичность, основанная на арабо-курдском братстве, была подчеркнута выше этнической идентичности, правительство Касима стремилось объединить курдский национализм с иракским национализмом и иракской культурой, заявляя: «Ирак — это не только арабское государство, но и арабо-курдское государство... Признание курдского национализма арабами ясно доказывает, что мы объединены в стране, что мы прежде всего иракцы, а потом уже арабы и курды». Прокурдская политика правительства Касема, включая заявление, обещающее «национальные права курдов в рамках иракского единства», и открытые попытки Ирака привлечь иранских курдов к поддержке объединения с Ираком, привели к тому, что Иран в ответ заявил о своей поддержке объединения всех курдов, проживающих в Ираке и Сирии.  Первоначальная политика Касема была очень популярна среди курдов по всему Ближнему Востоку, которые в поддержку его политики называли Касема «лидером арабов и курдов».
Курдский лидер Мустафа Барзани во время своего союза с Касимом и после того, как Касим предоставил ему право вернуться в Ирак из изгнания, навязанного бывшей монархией, заявил о поддержке курдского народа как граждан Ирака, заявив в 1958 году: «От имени всех моих курдских братьев, которые долго боролись, я еще раз поздравляю тебя [Касима] и иракский народ, курдов и арабов, со славной революцией, положившей конец империализму и реакционной и коррумпированной монархической банде». Барзани также похвалил Касима за то, что он позволил курдской диаспоре беженцев вернуться в Ирак, и заявил о своей лояльности Ираку, сказав: «Ваше Превосходительство, лидер народа: я пользуюсь этой возможностью, чтобы выразить свою искреннюю признательность и признательность моих собратьев-курдских беженцев в социалистических странах за то, что вы позволили нам вернуться на нашу любимую родину и присоединиться к чести защиты великого дела нашего народа, дела защиты республики и ее родины».
Саддам Хусейн и иракские идеологи баасистов пытались объединить связь между древней вавилонской и ассирийской цивилизацией в Ираке с арабским национализмом, утверждая, что вавилоняне и древние ассирийцы являются предками арабов. Таким образом, Саддам Хусейн и его сторонники утверждают, что нет никакого конфликта между месопотамским наследием и арабским национализмом.
Саддам Хусейн, будучи президентом Ирака, выразил себя как иракца в государственном искусстве, ассоциируя себя с современным Навуходоносором II и нося как арабские, так и курдские головные уборы в таком искусстве. Саддам Хусейн также проводил параллель между собой и Саладином, известным курдским лидером мусульман и арабов, выступавших против крестоносцев в Иерусалиме, который был родом из современного Ирака.

## Современный иракский национализм
После вторжения в Ирак в 2003 году страна погрузилась в состояние хаоса. Слабое центральное правительство и рост религиозной напряжённости среди иракского народа снизили ценность иракского национализма. Многие из тех, кто призывает к возрождению иракского национализма во славу иракского народа, подвергаются стигматизации и стереотипному представлению как баасисты. Поскольку условия жизни во многих частях страны ухудшились, а постоянные бои продолжались, многие люди стали меньше думать о своем иракском происхождении и начали больше опираться на религиозную принадлежность.
В последние годы аналитики наблюдают всплеск иракского национализма и патриотизма, поскольку большинство иракцев обвиняют религиозное разделение страны как причину кровопролития.
Одним из важнейших факторов, приведших к протестам в Ираке в 2019–2021 годах, стал рост иракского национализма среди молодежи.